# Friedrich Wilhelm Strobel
Friedrich Wilhelm Strobel (* 16. April 1817 Plauen im Vogtland; † 14. Februar 1905 Chemnitz) war ein deutscher Unternehmer, der 1850 die Maschinenfabrik F. W. Strobel in Chemnitz und in der Folge in Sachsen mehrere Papierfabriken und Holzschleifereien gründete.
Strobel war zuerst als Lehrling in einer Büttenpapierfabrik tätig und erlernte dann den Beruf eines Schlossers. Nach der Gesellenwanderung trat er in die Maschinenfabrik von Haubold ein und war als Monteur für dieses Unternehmen tätig. 1848 erwarb er bei der Chemnitzer Schlosserinnung das Meisterrecht und machte sich mit einer Schlosserei für Kleinmaschinenbau selbständig. 1850 entstand die Maschinenfabrik F. W. Strobel in Chemnitz, dieses Unternehmen lieferte alle erforderlichen Einrichtungen für den Betrieb von Papier- und Pappenfabriken sowie Holzschleifereien und fand dafür einen internationalen Absatzmarkt. Die Gründung von Papierfabriken in Wilischthal und Borstendorf sowie von Holzschleifereien in Kunnersdorf, Grießbach, Scharfenstein, Schönthal und Wiesenthal gehörte zu den weiteren unternehmerischen Leistungen, die er seit 1882 gemeinsam mit seinem Sohn Wilhelm Max Strobel erbrachte.

Papierfabriken: Borstendorf Station Reifland, Georgensdorf bei Bienenmühle
F. W. Strobel, Chemnitz, Maschinen- und Papier-Fabriken
Holzschleifereien und Papierfabriken: Kunnersdorf, Wiesenthal, Griesbach, Wilischthal, Schönthal, Scharfenstein

Anlässlich seines Todes wurde betont, dass er es war, der den Elbsandstein für die Holzstoff-Industrie als guten und zweckmäßigen Schleifstein erkannte und dazu beitrug, die Schleifsteinindustrie an der Elbe bedeutend zu heben.